# Guxo
Guxo! (Oser ! en albanais) est un parti politique kosovar créé en novembre 2020 par Vjosa Osmani. 
Le parti présente des candidats au sein de la liste commune d'Autodétermination aux élections législatives kosovares de 2021, et obtient sept députés dont Vjosa Osmani. Deux de ses membres intègrent le gouvernement Kurti II issus de ces élections. Leurs sièges, devenus vacants, sont occupés par des membres d'Autodétermination en accord avec l'ordre figurant sur la liste commune, ce qui fait descendre le nombre de sièges du parti à 5. Avec l'élection d'Osmani à la présidence en avril 2021, le nombre de députés descend à 4 pour la même raison,. La constitution interdisant au président d'être officiellement membre d'un parti politique, Vjosa Osmani quitte Guxo dès son élection et cède la direction du parti à Donika Gërvalla-Schwarz.

## Résultats aux élections législatives
| Année | Voix            | %               | Rang            | Sièges  | Position |
| ----- | --------------- | --------------- | --------------- | ------- | -------- |
| 2021  | Sur la liste VV | Sur la liste VV | Sur la liste VV | 7 / 120 | Kurti II |